# Mikel Idoate
Mikel Idoate Rey,  (lona, Navarra; 28 de agosto de 1989), es un expelotari español de pelota vasca en la modalidad de mano, en la actualidad es licenciado en derecho y empresario del sector funerario.
Saltó a profesional tras proclamarse campeón del Torneo Navarro Manomanista en 2007, del Torneo Ciudad de Bergara y del Torneo de Lezo en 2009.
En su primera temporada de profesional logró alzarse con la txapela del campeonato del 4 1/2 de 2ª categoría en 2010, tras vencer en la final a Merino II, 22-7, en el Frontón Labrit.
Logró colarse en la élite en el año 2011 tras lograr llegar a las semifinales del Manomanista  tras comenzar desde la previa del campeonato. Cayó ante Xala por un ajustado 22-19. Semifinales que también alcanzó en otras dos ocasiones, 2012 (22-19 Martínez de Irujo) y 2014 (22-15 Retegi Bi).
El 8 de julio de 2014, en su primera participación en el Torneo de San Fermín sufre una lesión de mano. Pasó por el quirófano en septiembre de ese mismo año.
Se retiró en 2016 tras dos años de lesión, con un homenaje en el Labrit el día 7 de julio.
Cuando se retiró ya estaba graduado de la carrera de Derecho, habiéndola finalizado en 2014, aunque finalmente no se dedicó a la abogacía. Empezó en el ámbito empresarial dirigiendo Tanatorios Izarra.

## Comunicación
Colabora en programas deportivos en Cadena Ser, COPE y ejerció de comentarista en partidos de pelota en Mega y ETB.
Tiene un canal en la plataforma YouTube llamado El Txoko de Idoate.